# فيليس غيتس
فيليس غيتس (بالإنجليزية: Phyllis Gates)‏ هي أمينة سر ومضيفة طيران أمريكية، ولدت في 7 ديسمبر 1925 في داوسون في الولايات المتحدة، وتوفيت في 4 يناير 2006 في مارينا دل راي، كاليفورنيا في الولايات المتحدة بسبب سرطان الرئة.

## وصلات خارجية
- فيليس غيتس على موقع IMDb (الإنجليزية)
- فيليس غيتس على موقع كينوبويسك (الروسية)